# Société des directeurs des musées montréalais
Die Société des directeurs des musées montréalais (SDMM) ist eine im Jahr 1987 gegründete Non-Profit-Organisation, in der 37 Museen in Montreal zusammengeschlossen sind. Hauptziele der SDMM sind die Vertretung der Interessen der Museen, ihre gemeinsame Vermarktung sowie die Verbesserung der Kommunikation und Zusammenarbeit zwischen den Museen. Dadurch soll der Zugang zur Kultur erleichtert werden. Die SDMM verkauft Museumspässe, die drei Tage oder ein Jahr lang gültig sind. Sie gibt ein Magazin mit Informationen über die Montrealer Museen heraus und organisiert einmal jährlich Tage der offenen Tür in allen Museen. Außerdem betreibt die SDMM ein Depot, in welchem die Mitgliedsmuseen Exponate lagern können.

## Liste der Museen
| - Ausstellungszentrum der Université de Montréal - Ausstellungszentrum La Prison-des-Patriotes - Bibliothèque et Archives nationales du Québec - Biodôme Montréal - Biosphère - Botanischer Garten Montreal - Centre Canadien d'Architecture - Centre commémoratif de l’Holocauste à Montréal - Centre d’histoire de Montréal - Centre des sciences de Montréal - Château Dufresne - Château Ramezay - Cinémathèque québécoise - Cité Historia Sault-au-Récollet - Darling-Gießerei - DHC/ART (Stiftung für zeitgenössische Kunst) - Écomusée du fier monde - Historisches Museum Dorval - Historisches Zentrum der Sœurs de Sainte-Anne | - Insectarium de Montréal - Kulturinstitut Avataq - Kunstgalerie Stewart Hall - Lachine-Kanal - Maison Saint-Gabriel - McCord Stewart Museum - Musée d’art contemporain de Montréal - Musée de Lachine - Musée des beaux-arts de Montréal - Musée des Hospitalières de l'Hôtel-Dieu de Montréal - Musée des maîtres et artisans du Québec - Musée Marguerite-Bourgeoys - Musée Pointe-à-Callière - Museum des St.-Josephs-Oratoriums - Pelzhandelsmuseum Lachine - Planetarium Montreal - Redpath-Museum - Sir-George-Étienne-Cartier-Haus |